# تورنایش
تورنایش (به آلمانی: Thörnich) یک شهر در آلمان است که در تریر-زاربورگ واقع شده‌است. تورنایش ۱۵۴ نفر جمعیت دارد.